# Henri Queuille
Henri Queuille (Neuvic, 31 maart 1884 – Parijs, 15 juni 1970) was een Frans liberaal politicus.

## Achtergrond, opleiding en vroege carrière
Henri Queuille's moeder was van adel en stamde af van koning Jan van Brienne van Jeruzalem.
Henri Queuille studeerde geneeskunde aan de Universiteit van Parijs en vestigde zich in 1908 als huisarts te Neuvic. Hij sloot zich aan bij de Républicains Radicaux et Radicaux-Socialistes, de Radicaal-Socialistische Partij. In 1912 werd hij tot burgemeester van Neuvic gekozen en werd hij tevens bestuurder van het Kanton Neuvic. In 1913 werd hij voor de kieskring Ussel in de Assemblée Nationale gekozen, tot 1935.
Henri Queuille werd na het uitbreken van de Eerste Wereldoorlog in 1914 met de rang van majoor arts in het ziekenhuis van Baccarat. Hij nam deel aan de Slag om Verdun en de Slag aan de Somme. Hoewel het hem is aangeboden, heeft hij de Légion d'honneur geweigerd.

## Ministerschappen
Na de Eerste Wereldoorlog hervatte hij zijn politieke carrière. Van 20 januari 1920 tot 16 januari 1921 was hij onderstaatssecretaris van Landbouw. In de periode 1924 - 1940 was hij meerdere malen minister van Landbouw (1924-1925, 1926-1928, 1930, 1932-1934 en 1938-1940), minister van Volksgezondheid (1930-1931 en 1934-1935), minister van PTT (1932) en van Openbare Werken (1937-1938). In die laatste functie nationaliseerde hij de spoorwegen en richtte hij de Société Nationale des Chemins de fer Français, de nationale spoorwegmaatschappij, op (1 januari 1938).

## Rol tijdens deTweede Wereldoorlog
Op 21 maart 1940 werd hij minister van Brandstoffen in het oorlogskabinet van premier Paul Reynaud. Na de Duitse inval in Frankrijk in mei 1940 en de militaire nederlaag van Frankrijk in juni 1940, diende het kabinet op 16 juni 1940 haar ontslag in. De nieuwe premier werd maarschalk Pétain die een wapenstilstand met Nazi-Duitsland sloot (22 juni). In het niet-bezette deel van Frankrijk vond op 10 juli 1940 het Congres van Vichy plaats waar het Franse parlement moest stemmen over het verlenen van bijzondere volmachten aan maarschalk Pétain. Queuille nam in zijn hoedanigheid als senator (sinds 1935) deel aan het Congres en onthield zich van stemmen. De meerderheid van de aanweizigen stemde vóór het verlenen van volmachten aan Pétain die daarop staatshoofd werd. Queuille vestigde zich hierop in Neuvic om zijn werkzaamheden als burgemeester van die stad voort te zetten. Ook werd hij hoofd van een onderneming in houtskool.
Op 16 juli 1941 werd Queuille door de autoriteiten van Vichy-Frankrijk (dat wil zeggen het niet-bezette deel van Frankrijk) ontheven van zijn functie als burgemeester van die stad. Op verzoek van generaal Charles de Gaulle, het hoofd van de Franse regering in ballingschap, ondernam Queuille in april 1943 een succesvolle vluchtpoging naar Groot-Brittannië en werd hij staatscommissaris en later vicevoorzitter van het Comité de Libération Nationale. In juni 1944 werd hij minister zonder portefeuille in de iterim-regering van premier Charles de Gaulle. Ook werd hij de plaatsvervangend premier. Van 26 augustus tot 10 september 1940 was hij commissaris van Bevrijde Gebieden.
Na de Tweede Wereldoorlog was hij voorstander van een herleving van het partijwezen en verzette hij zich tegen een soort "doorbraakgedachte" zoals De Gaulle voor ogen had. Queuille stond hierin niet alleen: De meerderheid van de politici waren deze mening toebedeeld. Queuille zette zich in voor de reorganisatie van de Radicaal-Socialistische Partij.Van 26 juli tot 5 september 1948 was hij minister van Staat in het kabinet onder premier André Marie en van 5 september tot 11 september 1948 was hij enige dagen minister van Openbare Werken, Transport en Toerisme in het kabinet onder premier Robert Schuman.

## Premier
Op 26 juli 1948 werd Queuille voor het eerst premier Président du Conseil). Hij stond aan het hoofd van een coalitie van radicalen, socialisten, liberalen en de christendemocratische Mouvement Républicain Populaire (MRP). In zijn hoedanigheid van premier tekende hij het Atlantisch pact (NAVO). Op 28 oktober 1949 werd hij als premier vervangen door de christendemocraat Georges Bidault. In het Kabinet-Bidault II (29 oktober 1949 - 2 juli 1950) was hij vicepremier en van 7 februari tot 2 juli 1950 was hij tevens minister van Binnenlandse Zaken. In juli 1950 werd het kabinet-Bidault II ten val gebracht door de socialistische Section Française de l'Internationale Ouvrière (SFIO). Queuille vormde op 2 juli een nieuw kabinet, ditmaal zonder de socialisten, waardoor het kabinet reeds op 12 juli viel. In het daaropvolgende kabinet-Pléven behield Queiuille het ministerschap van Binnenlandse Zaken dat hij in de periode hiervoor ook bekleedde tot de val van dit kabinet op 10 maart 1951. Hij volgde Pléven op 10 maart 1951 op als premier en bleef dit tot 11 augustus 1951.
Henri Queuille is hierna nog vicepremier en minister van Staat geweest (respectievelijk 20 januari 1952 - 19 juni 1954 en 20 januari 1952 - 8 januari 1953), maar in de loop van 1954 gaf hij zijn politieke carrière om gezondheidsredenen op.
In 1956 stapte Queuille, zoals zoveel leden van de rechtervleugel van de Radicaal-Socialistische Partij op bij deze partij. Hij sloot zich aan bij het Centre Républicain van de burgemeester van Nantes, André Morice.
Henri Queuille overleed op 86-jarige leeftijd op 15 juni 1970.